# Tony Meo
Anthony Christian „Tony“  Meo (* 4. Oktober 1959 in Tooting, London) ist ein ehemaliger englischer Snookerspieler.

## Karriere
Tony Meo entstammt einem italienischen Elternhaus, entschied sich jedoch, im Alter von 13 Jahren in England zu bleiben und nicht mit seinen Eltern nach Italien zurückzukehren. Er besuchte dieselbe Schule im Süden Londons wie Jimmy White und erzielte mit 17 als bis dahin jüngster Spieler ein Maximum Break. Nachdem er 1978 die nationale U-19-Meisterschaft gewonnen hatte, wurde er ein Jahr später professioneller Snookerspieler.
Bei der Snookerweltmeisterschaft 1983 erreichte er erstmals das Viertelfinale, ein Jahr später stand er beim Classic erstmals im Finale eines Ranglistenturniers, welches er denkbar knapp mit 8:9 gegen Steve Davis verlor. Gemeinsam mit Davis als Partner gewann er zwischen 1982 und 1986 viermal die World Doubles Championship. Darüber hinaus war er Teil des siegreichen englischen Teams beim World Team Classic 1983.
1988 erzielte er im Rahmen der Matchroom League sein einziges offizielles Maximum Break als Profi.
Nachdem er zwischenzeitlich von Platz 10 der Snookerweltrangliste auf Rang 31 zurückgefallen war, hatte er 1989 nochmal ein sehr erfolgreiches Jahr, als er mit den British Open sein einziges Ranglistenturnier gewann und bei der Weltmeisterschaft 1989 ins Halbfinale einzog.
An diese Leistungen konnte er in der Folge nicht mehr anknüpfen; 1991 spielte er letztmals bei einer Weltmeisterschaftsendrunde. Nach Ende der Saison 1996/97 beendete er seine aktive Karriere.

## Erfolge

### Ranglistenturniersiege
- British Open – 1989

### Einladungsturniersiege
- Australian Masters – 1981, 1985
- English Professional Championship – 1986, 1987
- Matchroom International League – 1990

### Teamwettbewerbe
- World Doubles Championship – 1982, 1983, 1985, 1986
- World Team Classic – 1983

### Sonstige
- English U-19 Championship – 1978.